# جيرارد جونسون
جيرارد جونسون (بالإنجليزية: Gerard Johnson)‏ هو عازف لوحة المفاتيح بريطاني، ولد في 1963.

## وصلات خارجية
- جيرارد جونسون على موقع ميوزك برينز (الإنجليزية)
- جيرارد جونسون على موقع ديسكوغز (الإنجليزية)